# Great Corby
Great Corby är en by i Cumbria i England. Byn är belägen 7 km 
från Carlisle. Orten har 543 invånare (2016).